# Автомобільні шляхи Запорізької області
Автомобі́льні шляхи́ Запорізької області — мережа доріг на території Запоріжжя, що об'єднує між собою населені пункти та окремі об'єкти та призначена для руху транспортних засобів, перевезення пасажирів та вантажів.

## Дороги державного значення

### Міжнародні автомобільні дороги
| Індекс та номер дороги | Маршрут у межах області | Протяжність в межах області |
| ---------------------- | --- | --------------------------- |
| E58 М14                | Херсонська область — Т 0805 — Мелітополь М18 • Т 0401 — Т 0821 — Приморськ — Азовське Р37 — Осипенко Т 0819 — Донецька область                                                                     | 212 км                      |
| E105 М18               | Дніпропетровська область — Запоріжжя Н08 • Н15 • Н23 • Н08 • Т 0806 — Т 0812 — Василівка Р37 — Р37 — Високе Т 0810 — Новобогданівка Т 0811 — Мелітополь М14 • Т 0401 — Т 0820 — Херсонська область | 206 км                      |

### Національні автомобільні дороги
| Індекс та номер дороги | Маршрут у межах області | Протяжність в межах області |
| ---------------------- | --- | --------------------------- |
| Н08                    | Дніпропетровська область — Дніпрові Хвилі Р73 — Запоріжжя Т 0806 • Н23 • Н15 • М18 — Преображенка Т 0408 — Оріхів Т 0812 • Т 0815 — Пологи Т 0401 — Більмак Т 0819 — Донецька область | 212 км                      |
| Н15                    | Запоріжжя М18 • Н08 • Н23 • Н08 • Т 0806 — Новомиколаївка Т 0408 — Донецька область                                                                                                   | 70 км                       |
| Н23                    | Запоріжжя М18 • Н08 • Н15 • Н08 • Т 0806 — Дніпропетровська область | 17 км                       |

### Регіональні автомобільні дороги
| Індекс та номер дороги | Маршрут у межах області | Протяжність в межах області |
| ---------------------- | --- | --------------------------- |
| Р37                    | Енергодар — Дніпровка Т 0805 — Дніпрорудне Т 0817 — Василівка М18 • Т 0817 • Т 0818 — М18 — Токмак Т 0401 • Т 0408 • Т 0813 — Красне Т 0821 — Азовське М14 — Бердянськ | 200,3 км                    |
| Р73                    | Дніпрові Хвилі Н08 — Дніпропетровська область | 7,2 км                      |

### Територіальні автомобільні дороги
| Індекс та номер дороги | Маршрут в межах області                                                                              | Протяжність в межах області |
| ---------------------- | --- | --------------------------- |
| Т 0804                 | Кам'янка-Дніпровська Т 0805 — Херсонська область                                                     | 17 км                       |
| Т 0805                 | Кам'янка-Дніпровська Т 0804 — Дніпровка Р37 — Велика Білозерка Т 0810 — Веселе Т 0811 • Т 0817 — М14 | 116,2 км                    |
| Т 0806                 | Запоріжжя М18 • Н08 • Н15 • Н23 • Н08 — Біленьке                                                     | 28,3 км                     |
| Т 0810                 | Велика Білозерка Т 0805 — Мала Білозерка Т 0817 — Михайлівка Т 0818 — Високе М18                     | 50,2 км                     |
| Т 0811                 | Веселе Т 0805 • Т 0817 — Матвіївка Т 0818 — Новобогданівка М18                                       | 35,6 км                     |
| Т 0812                 | Оріхів Т 0408 • Н08 • Т 0815 — М18                                                                   | 37,3 км                     |
| Т 0813                 | Токмак Р37 • Т 0401 • Т 0408 — Чернігівка Т 0821                                                     | 31,1 км                     |
| Т 0814                 | Гуляйполе Т 0401 — Омельник Т 0408                                                                   | 27 км                       |
| Т 0815                 | Оріхів Т 0408 • Н08 • Т 0812 — Пологи Т 0401                                                         | 27,7 км                     |
| Т 0817                 | Василівка Р37 • Т 0817 — Дніпрорудне Р37 — Мала Білозерка Т 0810 — Веселе Т 0805 • Т 0811            | 63,1 км                     |
| Т 0818                 | Василівка Р37 • Т 0818 — Михайлівка Т 0810 — Матвіївка Т 0811                                        | 37,5 км                     |
| Т 0819                 | Більмак Т 0819 — Комиш-Зоря — М14                                                                    | 51 км                       |
| Т 0820                 | Якимівка — М18 — Кирилівка                                                                           | 41,6 км                     |
| Т 0821                 | Тарасівка Т 0401 — Чернігівка Т 0813 — Красне Р37 — М14                                              | 95,7 км                     |

Частково територією області проходять територіальні автомобільні дороги інших областей
| Індекс та номер дороги | Маршрут у межах області | Протяжність в межах області |
| ---------------------- | --- | --------------------------- |
| Т 0401                 | Мелітополь М14 • М18 — Токмак Р37 • Т 0408 • Т 0813 — Тарасівка Т 0821 — Н08 — Пологи Т 0815 — Гуляйполе Т 0814 — Дніпропетровська область | 151 км                      |
| Т 0408                 | Токмак Р37 • Т 0401 • Т 0813 — Оріхів Н08 • Т 0812 • Т 0815 — Омельник Т 0814 — Новомиколаївка Н15 — Дніпропетровська область              | 110 км                      |
| Т 0518                 | Донецька область — Вишнювате — Донецька область                                                                                            | 7,5 км                      |